# Небожак Сергій Дмитрович
Сергі́й Дми́трович Небожа́к (4 вересня 1965 — 8 серпня 2016) — старший солдат Збройних сил України, учасник російсько-української війни.

## Життєпис
Народився 1965 року в селі Павлівка (Іллінецький район, Вінницька область). Закінчив середню школу; проходив строкову військову службу в лавах ЗС СРС.
В часі війни мобілізований 4 лютого 2015 року; старший солдат, старший механік-водій механізованої роти, 30-та окрема механізована бригада. Брав участь у боях; під час одного з них довелося зістрибувати з БМП-2, пошкодив ногу; після демобілізації проходив реабілітацію в санаторії.
15 липня 2016 року підписав контракт на військову службу з Гайсинською військовою частиною, повернувся в 30-ту бригаду. З липня знову брав участь в боях на сході України. Стріляв і з кулемета й з гранатомета.
8 серпня 2016-го увечері загинув поблизу Волновахи від множинних вогнепальних осколкових поранень — внаслідок підриву на вибуховому пристрої. Сергію відірвало обидві ноги; помер під час надання першої медичної допомоги.
11 серпня 2016 року похований у селі Павлівка; павлівчани прощалися на колінах.
Без Сергія лишилися мама, дружина та троє синів — 2009 р.н. й 2002 р.н., і старший син від першого шлюбу.

## Нагороди та вшанування
- указом Президента України № 476/2016 від 27 жовтня 2016 року «за особисту мужність і високий професіоналізм, виявлені у захисті державного суверенітету та територіальної цілісності України, вірність військовій присязі» — нагороджений орденом «За мужність» III ступеня (посмертно)[1].
- 8 травня 2017 року в Павлівці біля меморіалу героям Другої світової війни відкрито пам'ятний знак Сергію Небожаку.